# Liste der kaiserlichen Generale der Frühen Neuzeit/O
Legende: * geboren | ~ getauft | † gestorben | ⚔ gefallen | Zu den Rangbezeichnungen siehe auch Generalsränge auf der Startseite.
- Jakob Ritter von O’Ferrall

* 23. Dezember 1753 † 4. Dezember 1828. Laufbahn: Febr. 1809 Generalmajor und im Ruhestand
- Benjamin Gottlieb Freiherr von Obell

* um 1717 † 27. November 1790. Laufbahn: 9. Oktober 1787 mit Rang vom 2. Oktober 1787 Generalmajor
- Johann Friedrich von Oberndorf

† 27. Januar 1820. Laufbahn: 12. Februar 1809 Generalmajor, 1814 im Ruhestand
- Ferdinand Dominik Marchese degli Obizzi

* um 1649 † 2. Dezember 1710. Laufbahn: 9. Dezember 1683 Generalfeldwachtmeister, 18. Februar 1688 Feldmarschallleutnant, 25. August 1690 Feldzeugmeister, 4. August 1701 Feldmarschall
- Daniel von O’Connor[1][2]

* 1665 † 22. Februar 1756. Laufbahn: 8. Januar 1744 Generalfeldwachtmeister, 1754 mit Rang vom 21. Juli 1752 Feldmarschalleutnant
- Joseph Freiherr Ocskay von Ocska[3]

* 1740 † 8. Dezember 1805. Laufbahn: 1. Januar 1794 mit Rang vom 8. November 1791 Generalmajor, 1797 im Ruhestand
- Karl Graf O’Donell von Tyrconel

* 1755 † 17. Oktober 1805. Laufbahn: 6. März 1800 mit Rang vom 2. April 1800 Generalmajor
- Heinrich Graf von O’Donell

* 1726 † 4. August 1789. Laufbahn: 7. Juli 1779 mit Rang vom 10. Dezember 1768 Generalmajor
- Johann Graf von O’Donell

* 1712 † 12. März 1784. Laufbahn: 2. Juli 1757 Generalfeldwachtmeister, 8. Februar 1760 Feldmarschalleutnant
- Magnus Graf von O’Donell

* 1713 † 21. Dezember 1793. Laufbahn: 23. Januar 1773 mit Rang vom 10. Juli 1770 Generalmajor
- Karl Claudius Graf O’Donnell von Tyrconnel

* 1715 † 26. März 1771. Laufbahn: 28. Juni 1746 Generalfeldwachtmeister, 8. Oktober 1756 Feldmarschalleutnant, 11. Februar 1758 mit Rang vom 1. November 1757 General der Kavallerie
- Moritz O’Donnell von Tyrconell

* 1780 † 30. November 1843. Laufbahn: 8. März 1828 als Generalmajor, 21. März 1835  Charakter als Feldmarschall-Lieutenant
- Johann Joseph Anton Graf von O’Dwyer

† 1729. Laufbahn: 11.5-.1716 Generalfeldwachtmeister, 16. Oktober 1723 Feldmarschalleutnant
- Johann Georg Moritz Graf von Oeynhausen

* 18. April 1697 † 17. Juni 1764. Laufbahn: 4. März 1747 Generalfeldwachtmeister
- Franz Karl Hermann Graf von O’Gilvie

* 31. Dezember 1679 † 26. Januar 1751. Laufbahn: 31. Oktober 1723 Generalfeldwachtmeister, 16. November 1733 Feldmarschalleutnant, 1. Mai 1735 Feldzeugmeister, 7. Oktober 1745 Feldmarschall
- George Benedict Freiherr von O’Gilvy

* 19. März 1651 † 10. Oktober 1710. Laufbahn: 8. Juni 1695 Generalfeldwachtmeister, 13. September 1703 Feldmarschalleutnant, 1706 Feldzeugmeister ?; 1703 russischer Generalfeldmarschallleutnant; 3. Dezember 1706 kursächsischer Generalfeldmarschall
- Wilhelm Graf O’Kelly von Gallagh und Tywoly

* 1700 † 5./7. Februar 1767. Laufbahn: 16. Juni 1752 Generalfeldwachtmeister, 24. Januar 1758 Feldmarschalleutnant, 26. Februar 1763 Feldzeugmeister
- Franz Graf von Olivieri

* ? † 14. August 1742. Laufbahn: 4. August 1741 Generalfeldwachtmeister, er fiel im Ersten Schlesischen Krieg bei Motol und wurde im Kloster Waldel bestattet
- Johann Wenzel Freiherr von Olnhausen

* 19. Februar 1765 † 22. Dezember 1810. Laufbahn: 9. Februar 1810 Generalmajor und im Ruhestand
- Alexis-Ignace de Tillia, Comte d’Olonne

* 1695 † 12. Februar 1752. Laufbahn: 18. März 1739 Generalfeldwachtmeister, 27. Juni 1745 Feldmarschalleutnant; kursächsischer General der Kavallerie
- Johann Adolf d’Olysi

† 1739. Laufbahn: 15. Mai 1739 Generalfeldwachtmeister
- Thaddäus von O’Mulrian

† 20. November 1737. Laufbahn: 16. März 1735 Generalfeldwachtmeister
- Francis Patrick Freiherr von O’Neillan

† 5. Oktober 1734. Laufbahn: 11. November 1733 Generalfeldwachtmeister
- Johann Graf von O’Nelly

† 15. Mai 1743. Laufbahn: 5. November 1733 Generalfeldwachtmeister, 16. Mai 1734 Feldmarschalleutnant, 3. April 1741 Feldzeugmeister
- Louis-Théodore Comte d’Ongnies, Baron de Courrières et d’Ourges

† 1758 oder 1766. Laufbahn: 17. März 1735 Generalfeldwachtmeister, 21. Mai 1741 Feldmarschalleutnant
- Otto Heinrich d’Ongnies, Fürst von Grimberghen, Graf von Mastaing

† 1791. Laufbahn: 1. Dezember 1760 mit Rang vom 10. August 1758 Generalfeldwachtmeister
- Kaspar Christian Freiherr von Oppell

* 17. Januar 1739 † 31. Dezember 1798. Laufbahn: 1. März 1797 mit Rang vom 20. Januar 1797 Generalmajor
- Laurenz Freiherr von Orczy

* 9. August 1718 † 28. Juli 1789. Laufbahn: 26. März 1759 mit Rang vom 15. Juni 1758 Generalfeldwachtmeister
- Andreas Graf O’Reilly von Ballinlough[5]

* 3. August 1742 † 5. Juli 1832. Laufbahn: 22. Juli 1794 mit Rang vom 16. April 1794 Generalmajor, 6. März 1800 mit Rang vom 8. September 1799 Feldmarschalleutnant, 7. Januar 1810 General der Kavallerie und im Ruhestand
- Daniel von Oreskovich

* um 1747 † 20. Februar 1806. Laufbahn: 6. August 1805 mit Rang vom 31. Dezember 1802 Generalmajor (Charakter) ehrenhalber und im Ruhestand
- Galeazzo Conte di Origo

* ? † 1788. Laufbahn: 7. Dezember 1771 mit Rang vom 30. Januar 1765 Generalmajor
- Hippolyt Philipp Cavaliere Orlandini

* ? † ?. Laufbahn: 9. März 1760 Generalfeldwachtmeister
- Karl Wolfgang Franz Joseph Graf Orlik von Laziska

* 8. November 1735 † 21. November 1786. Laufbahn: 15. Februar 1786 mit Rang vom 5. Februar 1786 Generalmajor
- Paul Freiherr Orosz von Balásfalva

* um 1723 † 10. Februar 1804. Laufbahn: 10. April 1783 mit Rang vom 5. April 1783 Generalmajor, 16. Januar 1790 mit Rang vom 25. Januar 1790 Feldmarschalleutnant
- Joseph Freiherr Orosz von Csicser-Balásfalva

† 1792. Laufbahn: 19. Januar 1771 mit Rang vom 12. April 1764 Generalmajor, 9. April 1783 mit Rang vom 28. März 1783 Feldmarschalleutnant
- Johann Friedrich Freiherr von Orsbeck

* 13. Juli 1636 † 12. Juli 1696. Laufbahn: spanischer Generalleutnant; 11. Juli 1690 kaiserlicher Feldmarschalleutnant (Titel)
- Stephan Graf von Orsetti

* 1668 † 1720. Laufbahn: 14. Mai 1716 Generalfeldwachtmeister
- Johann Christoph Graf Orsich de Szlavetich

* 1718 † 19. Februar 1782. Laufbahn: 19. Mai 1761 mit Rang vom 6. April 1756 Generalfeldwachtmeister, 19. Januar 1771 mit Rang vom 27. Juni 1766 Feldmarschalleutnant
- Egidio Orsini, Marchese di Roma

† 1758/61. Laufbahn: 18. Juni 1716 Generalfeldwachtmeister, 4. November 1723 Feldmarschalleutnant, 13. März 1741 General der Kavallerie, 28. Juni 1754 Feldmarschall
- Wolfgang Rudolf von Ossa[7]

*1574 † 1647. Laufbahn: 26. September 1634 Feldmarschalleutnant
- Ludwig Wilhelm Johann Maximilian Graf von Ostein

* 6. Dezember 1705 † 28. August 1757. Laufbahn: 25. Juli 1745 Generalfeldwachtmeister, 1754 mit Rang vom 28. Juni 1752 Feldmarschalleutnant; 25. April 1750 Reichs-General-Feldmarschalleutnant
- Anton Viktor Joseph Johann Raimund Erzherzog von Österreich, Hoch- und Deutschmeister

* 31. August 1779 † 2. April 1835. Laufbahn: 3. Juli 1804 mit Rang vom 30. Juni 1804 Feldzeugmeister
- Ferdinand I. Karl Leopold Joseph Franz Marzellus Kaiser von Österreich, König von Ungarn usw.

* 19. April 1793 † 29. Juni 1875. Laufbahn: 1814 Generalmajor, 28. (18.?) September 1830 Feldmarschall
- Ferdinand III. Erzherzog von Österreich, König von Böhmen, Ungarn und Germanien, Römischer Kaiser

* 13. Juli 1608 † 2. April 1657. Laufbahn: 27. April 1634 General-Capo
- Ferdinand III. Johann Joseph Baptist Erzherzog von Österreich, Großherzog von Toskana, Kurfürst von Salzburg bzw. Würzburg

* 6. Mai 1769 † 18. Juni 1824. Laufbahn: 4. Juni 1792 Feldmarschall
- Leopold II. Peter Erzherzog von Österreich, Großherzog von Toskana,  König von Ungarn und Böhmen, Römischer Kaiser

* 5. Mai 1747 † 1. März 1792. Laufbahn: 13. März 1766 Feldmarschall
- Karl Ludwig Johann Joseph Lorenz Erzherzog von Österreich, Herzog von Teschen

* 5. September 1771 † 30. April 1847. Laufbahn: 5. September 1792 mit Rang vom 11. Juni 1791 Generalmajor, 29. Dezember 1793 Feldmarschalleutnant, 22. April 1794 Feldzeugmeister, 7. Januar 1801 Feldmarschall, 10. Februar 1806 Generalissimus; 5. April 1796 Reichsgeneralfeldmarschall
- Johann Baptist Joseph Fabian Sebastian Erzherzog von Österreich

* 20. Januar 1782 † 11. Mai 1859. Laufbahn: 22. Juli 1795 mit Rang vom 21. Juli 1795 Generalmajor, 30. März 1801 Feldmarschalleutnant, 1. September 1805 mit Rang vom 5. September 1805 General der Kavallerie, 17. September 1836 Feldmarschall
- Joseph Anton Johann Erzherzog von Österreich

* 9. März 1776 † 13. Januar 1847. Laufbahn: 23. Mai 1785 Feldmarschalleutnant, 9. März 1801 General der Kavallerie, 12. Februar  : * 6. September  ? 1808 Feldmarschall
- Maximilian Franz Erzherzog von Österreich, Kurfürst und Erzbischof von Köln, Bischof von Münster, Hoch- und Deutschmeister

* 8. Dezember 1756 † 27. Juli 1801. Laufbahn: 21. November 1766 General der Kavallerie
- Leopold Wilhelm Erzherzog von Österreich, Erzbischof von Bremen und Magdeburg, Bischof von Halberstadt, Straßburg, Passau und Olmütz, Hoch- und Deutschmeister

* 6. Januar 1614 † 20. November 1662. Laufbahn: 15. September 1639 General-Capo : * bis 25. Januar 1643; 1. Mai 1645 dito : * bis 11. Dezember 1646
- Ludwig Joseph Anton Erzherzog von Österreich

* 13. Dezember 1784 † 21. Dezember 1864. Laufbahn: 1. September 1805 mit Rang vom 3. Oktober 1805 Generalmajor, 2. April 1807 Feldmarschalleutnant, 18. November 1818 Feldzeugmeister
- Ferdinand Karl Joseph Erzherzog von Österreich-Este

* 25. April 1781 † 5. November 1850. Laufbahn: 21. Februar 1800 Generalmajor, 4. Januar 1801 mit Rang vom 22. Januar 1801 Feldmarschalleutnant, 1. September 1805 General der Kavallerie, 17. September 1836 Feldmarschall
- Ferdinand Karl Anton Johann Joseph Stanislaus Erzherzog von Österreich-Este, Herzog von Modena

* 1. Mai 1754 † 24. Dezember 1806. Laufbahn: 20. Februar 1766 Feldzeugmeister, 17. Mai 1772 Feldmarschall
- Franz IV. Joseph Karl Ambrosius Stanislaus Erzherzog von Österreich-Este, Herzog von Modena, Massa und Carrara

* 6. Oktober 1779 † 21. Januar 1846. Laufbahn: 5. Januar 1808 General der Kavallerie
- Maximilian Joseph Johann Ambrosius Karl Erzherzog von Österreich-Este

* 14. Juli 1782 † 1. Juni 1863. Laufbahn: 1. September 1805 mit Rang vom 5. Oktober 1805 Generalmajor, 2. April 1807 Feldmarschalleutnant, 18. November 1818 Feldzeugmeister
- Ernst Christoph Graf von Ostfriesland und Rietberg

* 1. April 1606 † 31. Dezember 1640. Laufbahn: 8. März 1634 Generalfeldwachtmeister, Feldmarschalleutnant ?
- Karl Peter Freiherr Ott von Bátorkéz

* 1738 † 10. Mai 1809. Laufbahn: 1. Januar 1794 mit Rang vom 20. Dezember 1791 Generalmajor, 1. März 1797 mit Rang vom 4. Februar 1797 Feldmarschalleutnant, 1800 und 1905 im Ruhestand
- Franz Leopold Otterwolf von Niederstraeten

⚔ bei Leuthen 5. Dezember 1757. Laufbahn: 5. April 1755 Generalfeldwachtmeister
- Notger Wilhelm Graf von Öttingen zu Katzenstein und Baldern

* 1653 † (gef. Villingen) 7. November 1693. Laufbahn: 1687 schwäbischer Generalwagenmeister, 1692 Feldmarschalleutnant; 26. Mai 1688 kaiserlicher Generalfeldwachtmeister (Titel), 2. Juni 1688 Generalfeldwachtmeister, 9. Juli 1692 Feldmarschalleutnant
- Albrecht Ernst II. Fürst von Öttingen-Öttingen

* 8. August 1669 † 30. März 1731. Laufbahn: 24. August 1701 Generalfeldwachtmeister, 13. Mai 1704 Feldmarschalleutnant, 20. November 1707 General der Kavallerie, 3. November 1713 Feldmarschall; 1703 schwäbischer Feldmarschalleutnant, 1707 General der Kavallerie
- Franz Otto von Le Grand

† 26. Februar 1812. Laufbahn: 1. Mai 1803 mit Rang vom 9. Dezember 1802 Generalmajor
- Rudolf Ritter von Otto

* 28. Mai 1735 † 7. August 1811. Laufbahn: 3. November 1788 mit Rang vom 28. Oktober 1788 Generalmajor, 1. Januar 1794 mit Rang vom 23. Dezember 1793 Feldmarschalleutnant, 28. Februar 1803 General der Kavallerie ehrenhalber, 1795 und 1803 im Ruhestand
- Karl Hubert Graf von Oudaille

† 1741 oder 1748. Laufbahn: 18. Januar 1734 Generalfeldwachtmeister